# Mali Radinci
Mali Radinci (ćir.: Мали Радинци) su naselje u općini Ruma u Srijemskom okrugu u Vojvodini.

## Stanovništvo
Prema popisu stanovništva iz 2002. godine u naselju Mali Radinci živi 598 stanovnika, od čega 479 punoljetnih stanovnika s prosječnom starosti od 40,2 godina (39,7 kod muškaraca i 40,8 kod žena). U naselju ima 179 domaćinstva, a prosječan broj članova po domaćinstvu je 3,34.
Prema popisu iz 1991. godine u naselju je živjelo 558 stanovnika.
| Etnički sastav 2002. |            |        |
| Narod                | Stanovnika |        |
| Srbi                 | 496        | 82,94% |
| Mađari               | 39         | 6,52%  |
| Romi                 | 7          | 1,17%  |
| Hrvati               | 6          | 1,00%  |
| Nijemci              | 1          | 0,16%  |
| nepoznato            | 2          | 0,33%  |

| broj stanovnika | 580   | 579   | 643   | 578   | 574   | 558   | 598   |
|                 | 1948. | 1953. | 1961. | 1971. | 1981. | 1991. | 2001. |

## Vanjske poveznice
- Karte, položaj vremenska prognoza
- [neaktivna poveznica]